# Vernon Howe Bailey's Sketchbook of St. Louis
Vernon Howe Bailey's Sketchbook è un cortometraggio muto di animazione del 1915 diretto da Vernon Howe Bailey. Fu uno dei film - il decimo - di una serie di cortometraggi che Howe Bailey (1874-1953), famoso illustratore e pittore statunitense, scrisse, diresse e produsse tra il 1915 e il 1916 per la Essanay Film Manufacturing Company, una casa di produzione di Chicago.

## Produzione
Il film fu prodotto dalla Essanay Film Manufacturing Company.

## Distribuzione
Distribuito dalla General Film Company, il film - un cortometraggio di una bobina - uscì nelle sale cinematografiche USA il 19 giugno 1916.